# Takuma Mizutani
Takuma Mizutani (水谷 拓磨 Mizutani Takuma?), född 24 april 1996 i Shizuoka prefektur, är en japansk fotbollsspelare.
Mizutani började sin karriär 2014 i Shimizu S-Pulse. 2016 blev han utlånad till FC Imabari. Han gick tillbaka till Shimizu S-Pulse 2018. 2020 flyttade han till AC Nagano Parceiro.